# Glycininae
Glycininae, podtribus mahunarki, dio tribusa Phaseoleae. Pripada mu 32 roda. Najnoviji rod Weizhia (sa jednom vrtstom) opisan je 2023. godina

## Molekularno filogenetsko istraživanje
Filogenetski odnosi između 13 rodova podplemena Glycininae, dva roda srodnog podplemena Diocleinae koje je Polhill uključio u Glycininae, i dva roda podplemena Erythrininae kao vanjske skupine izvedeni su iz varijacije intronske sekvence kloroplastne DNK rps16. Vrijednosti divergencije sekvenci u paru kretale su se od identičnosti između Teramnus mollis i T. micans i između T. flexilis i T. labialis do 7,89% između Pueraria wallichii i Pseudeminia comosa u svim primjenama. Filogenije procijenjene pomoću parsimonije i metoda spajanja otkrile su da (1) je Glycininae monofiletičan ako su Pachyrhizus i Calopogonium (oba Diocleinae) uključeni unutar Glycininae; (2) rod Teramnus je blisko povezan s Glycineom, a Amphicarpaea je pokazala sestrinsku vezu s kladom koja se sastoji od Teramnusa i Glycinea; (3) prošireni Glycininae uključujući dva roda Diocleinae podijeljen je u tri grane, privremeno nazvane I (sadrži ostatak ispitanih taksona), II (Pueraria wallichii) i III (Mastersia), ali su njihovi odnosi ekvivokalni; i (4) rod Pueraria, koji se smatra blisko srodnim rodu s Glycineom, nije monofiletski i treba ga podijeliti u najmanje četiri roda (hipotezu koju je prethodno podržao Lackey).

## Rodovi
1. Mastersia Benth. (2 spp.)
2. Diphyllarium Gagnep. (1 sp.)
3. Toxicopueraria A. N. Egan & B. Pan (2 spp.)
4. Cologania Kunth (16 spp.)
5. Harashuteria K. Ohashi & H. Ohashi (1 sp.)
6. Neorautanenia Schinz (3 spp.)
7. Herpyza Sauvalle (1 sp.)
8. Pachyrhizus A. Rich. ex DC. (5 spp.)
9. Calopogonium Desv. (8 spp.)
10. Neonotonia Lackey (2 spp.)
11. Teyleria Backer (3 spp.)
12. Pseudovigna (Harms) Verdc. (3 spp.)
13. Eminia Taub. (4 spp.)
14. Pseudeminia Verdc. (4 spp.)
15. Sinodolichos Verdc. (2 spp.)
16. Neustanthus Benth. (1 sp.)
17. Weizhia G.Y.Li, Z.H.Chen, K.W.Jiang & B.Pan bis (1 sp.)
18. Dumasia DC. (11 spp.)
19. Ladeania A. N. Egan & Reveal (2 spp.)
20. Rupertia Grimes (3 spp.)
21. Pediomelum Rydb. (25 spp.)
22. Cullen Medik. (35 spp.)
23. Orbexilum Raf. (11 spp.)
24. Bituminaria Heist. ex Fabr. (11 spp.)
25. Hoita Rydb. (3 spp.)
26. Otholobium C. H. Stirt. (63 spp.)
27. Psoralea L. (118 spp.); nije navedeno 8 vrsta koje treba prebaciti u druge rodove.
28. Glycine L. (27 spp.)
29. Amphicarpaea Elliott (3 spp.)
30. Teramnus P. Browne (7 spp.)
31. Nogra Merr. (4 spp.)
32. Pueraria DC. (16 spp.)

## Vanjske poveznice
- New chromosome reports in the subtribes Diocleinae and Glycininae (Phaseoleae: Papilionoideae: Fabaceae)